# Dunai-puszta
Dunai-puszta,  (horvátul: Podunavlje, szerbül: Подунавље) falu Horvátországban, Eszék-Baranya megyében. Közigazgatásilag Bellyéhez tartozik.

## Fekvése
Eszéktől légvonalban 13, közúton 16 km-re északkeletre, községközpontjától légvonalban 6, közúton 8 km-re északkeletre Baranyában, a Drávaszög területén az ún. Réten fekszik. A Rét a Duna és a Dráva összefolyásának területe, a Dráva dunai torkolatától a falvak felé 10-15 km szélességben terül el. Körülbelül egyhatodát erdőség borítja, a többi áradáskor víz, máskor rétség. Régen az év nagy részében rendszerint víz alatt állt és csak az ár visszahúzódásakor váltak láthatóvá a holtágak és tavak, mint a Kopácsi tó. Ma az egész terület a Kopácsi-rét Természetvédelmi Park részét képezi.

## Története
A település a korábban Rétnek, ma Kopácsi-rétnek nevezett terület Dunai-rét nevű részén jött létre a 19. század közepén mezőgazdasági majorként a bellyei uradalom területén. A közeli kiterjedt legelőkön szarvasmarhákat, lovakat tartottak. A 19. század végén, a baranyai mezőgazdaság fejlesztése miatt eltűntek a marháknak és lovaknak szánt legelők és az állattenyésztés fokozatosan háttérbe szorult. A település az első világháború után az új szerb-horvát-szlovén állam, majd később (1929-ben) Jugoszlávia része lett. Az 1920-as években a bellyei uradalmat államosították. Létrejött a Bellyei Mezőgazdasági-Ipari Kombinát. A megélhetési nehézségek miatt az 1970-es évektől megindult a lakosság elvándorlása. Az 1991-es népszámlálás adatai szerint lakosságának 50%-a horvát, 50%-a szerb anyanyelvű volt. A falut 1991 szeptemberében megszállták a JNA katonái és a szerb szabadcsapatok. A településnek 2011-ben mindössze egy állandó lakosa volt.

## Lakossága
| Lakosság változása | Lakosság változása | Lakosság változása | Lakosság változása | Lakosság változása | Lakosság változása | Lakosság változása | Lakosság változása | Lakosság változása | Lakosság változása | Lakosság változása | Lakosság változása | Lakosság változása | Lakosság változása | Lakosság változása | Lakosság változása |
| ------------------ | ------------------ | ------------------ | ------------------ | ------------------ | ------------------ | ------------------ | ------------------ | ------------------ | ------------------ | ------------------ | ------------------ | ------------------ | ------------------ | ------------------ | ------------------ |
| 1857               | 1869               | 1880               | 1890               | 1900               | 1910               | 1921               | 1931               | 1948               | 1953               | 1961               | 1971               | 1981               | 1991               | 2001               | 2011               |
| 0                  | 0                  | 0                  | 0                  | 19                 | 125                | 0                  | 0                  | 495                | 317                | 348                | 286                | 43                 | 2                  | 2                  | 1                  |

(1880-tól településrészként, 1991-től önálló településként. 1880-ban, 1890-ben és 1931-ben lakosságát Várdaróchoz, 1921-ben Bellyéhez számították.)

## Gazdaság
A pusztán régen az állattartás képezte a megélhetés alapját. Ma a turizmus és a vendéglátás a helyi gazdaság alapja. Régi patinás vendéglátóhelye a Kormorán étterem, mely az egyik leghíresebb etno-étterem Horvátországban, amelyben gyönyörű természeti környezetben különféle hal- és vadételeket kínálnak. A Kozjakra menő út mentén még üzemel az Eblin-farm. A Belje vállalat a természetvédelmi parkkal közösen elindított egy különleges mezőgazdasághoz kapcsolódó projektet, amely „Természettel való összhang“ nevet viseli.

## Nevezetességei
Közelében található a Kopácsi-rét Természetvédelmi Park Fogadó Központja.

## Sport
Az NK Dunav Podunavlje labdarúgóklubot 1952-ben alapították.